# Satō Issai

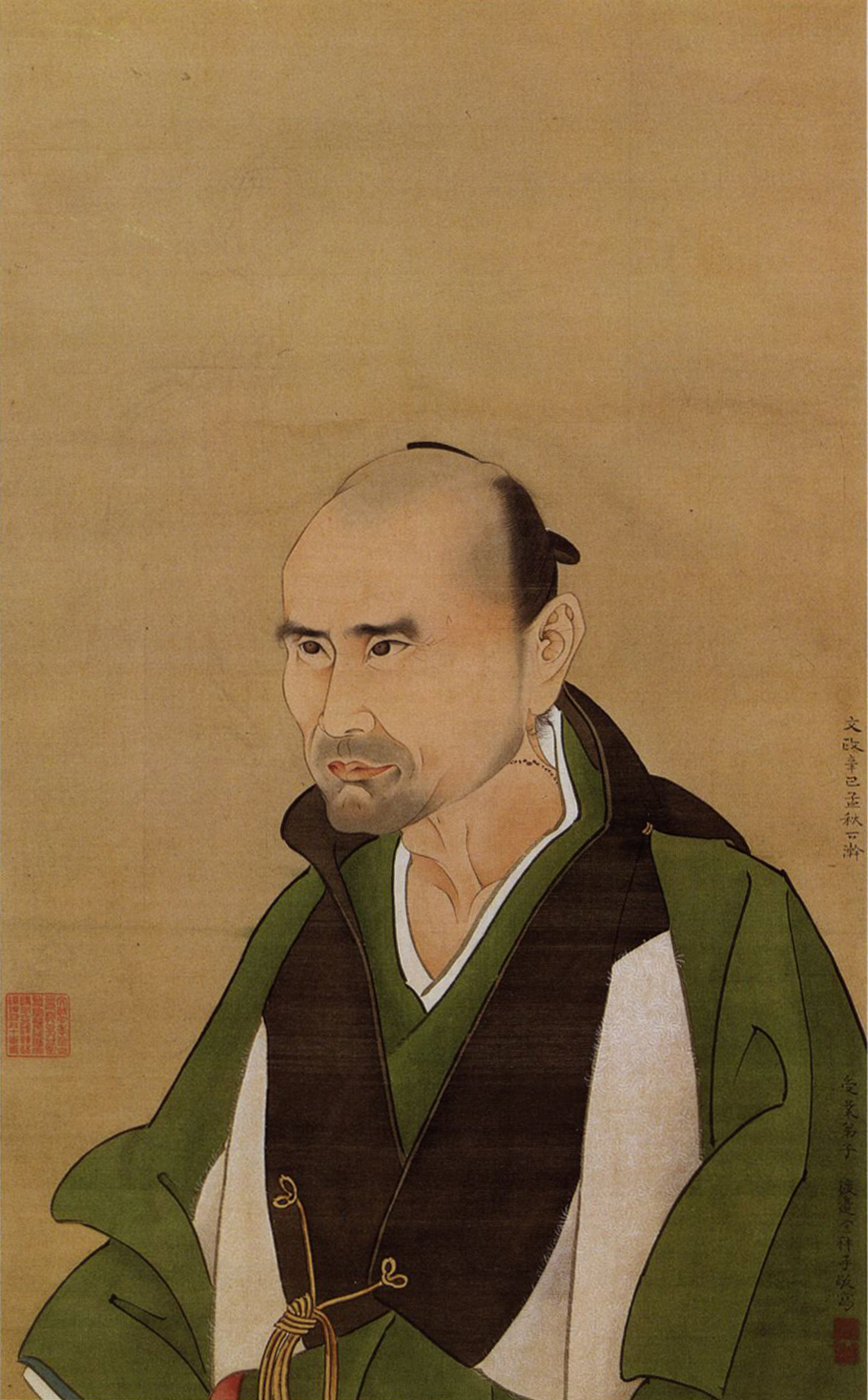
Satō Issai

Satō Issai (japanisch 佐藤 一斎; geboren 14. November 1772 in Edo; gestorben 19. Oktober 1859) war ein japanischer konfuzianischer Gelehrter der mittleren und späten Edo-Zeit. Er war Leiter der Hayashi-Schule (林家塾) und war später Dozent an der Shōheizaka-Akademie (昌平坂学問所, Shōheizaka gakumon-jo).

## Leben und Wirken
Satō Issai hieß mit Vornamen Tan (坦), sein „Gō“ war Iisai (惟一斎) oder einfach Issai, bzw. Aijitsurō (愛日楼). Er wurde in der Residenz Iwamura-Domäne (岩村藩) aus der heutigen Präfektur Gifu in Edo als Sohn von Satō Nobuyoshi (佐藤 信由), einem Lehnsherrn der Domäne, und seiner Frau Tomeno (留) geboren. Schon in jungen Jahren liebte er das Lesen und konnte gut schreiben. Er studierte fleißig zusammen mit Norihira (松平 乗衡), dem dritten Sohn des Feudalherrn Matsudaira Norimori (松平 乗薀; 1716–1783).
1791 erhielt Satō im Alter von 20 Jahren die Erlaubnis, aus seiner Domäne auszuscheiden, und studierte ab dem folgenden Jahr bei dem Konfuzianisten Nakai Chikuzan (中井 竹山; 1730–1804) in Osaka. 1793 ging er nach Edo und wurde Schüler von Hayashi Kimpō (林 錦峯; 1767–1793), der aber schon bald starb. Nach dessen Tod wurde Satō von Matsudaira Norihira (松平乗衡) auf Befehl des Shogunats in die Hayashi-Familie adoptiert. Die Beziehung entwickelte sich daraufhin zu einer Beziehung zwischen Meister und Schüler. Im Jahr 1805 wurde er Leiter der Hayashi-Schule, und sein Ruf wuchs, als er an die Spitze der akademischen Welt des Landes gelangte und viele Schüler hatte. Im Jahr 1826 wurde er in die Reihen der alten Gefolgsleute der Iwamura-Domäne aufgenommen, engagierte sich in der Politik.
Obwohl Satō 1841 vorübergehend in den Ruhestand ging, erhielt er vom Shogunat als Lehrer für Konfuzianismus an der Schule ausgewählt. Er erhielt ein Gehalt von 200 Koku, das für ihn und 15 weitere Familienmitglieder bestimmt war. Er zog in eine offizielle Residenz innerhalb der Schule und blieb dort bis zu seinem Tod. Obwohl Issais Wissenschaftler angeblich den Neokonfuzianismus aus der Sicht der Hayashi-Schule nach dem Verbot ausländischer Studien befürworteten, wurde er tatsächlich stark von Wang Shouren und anderen der Cheng-Zhu-Schule beeinflusst und wurde als „Yang Zhu In’ō“ (陽朱陰王), als Größter nach dem Philosophen Yang Zhu, der im 3. Jahrhundert vor der Zeitrechnung lebte, bezeichnet.
Issais Ideen kommen am deutlichsten in den „Vier Aufzeichnungen der Wörter“ (言志四録): „Konshiroku“ (言志録), „Konshi Goroku“ (言志後録), „Konshi Banroku“ (言志晩録) und „Konshi Shoroku“ (言志耋録) zum Ausdruck. Er hat so detaillierte Werke wie „Zhou Ekiran Gaisho“ (周易欄外書) und „Ekigaku Keimō Rangaisho“ (易学啓蒙欄外書) geschrieben, die die Grundlage seiner einzigartigen Sicht auf das Universum und das Leben bilden. Darüber hinaus hat er viele andere Bücher geschrieben, darunter „Bangaisho“ (欄外書), Daigaku (大学), Zhongyong (中庸), Gespräche des Konfuzius (論語), Mencius, Shogaku (小学), Kinshiroku (近思録) und Denshiroku (伝習録).
Issaus Gedichte sind in „Aijitsurō Bunji“ (愛日楼文詩) 1829 und „Aijitsurō Bunji“ (愛日楼文詩) enthalten. Man sagte ihm nach, dass er eine strenge und fleißige Person war und stets eine Uhr an der Seite seines Arbeitsplatzes gehabt habe.